# 이헌재 (축구 선수)
이헌재(2006년 3월 23일 ~ )은 대한민국의 축구 선수로 포지션은 왼쪽 윙어, 오른쪽 윙어, 세컨드 스트라이커이며 현재 K리그1 포항 스틸러스 소속이다.